# Karlovo sveučilište u Pragu
Karlovo sveučilište u Pragu (češ. Univerzita Karlova v Praze, lat. Universitas Carolina Pragensis) najstarije je sveučilište u Srednjoj Europi i jedno vodećih čeških sveučilišta. Sastoji se od 17 fakulteta koji se nalaze uglavnom u Pragu (dva su smještena u Hradcu Králové, jedan u Plzeňu).
Dana 7. travnja 1348. osnovao ga je njemačko-rimski car i češki kralj Karlo IV.

## Vanjske poveznice
- (engl.) (češ.) Službena stranica